# 蓮蓉月餅

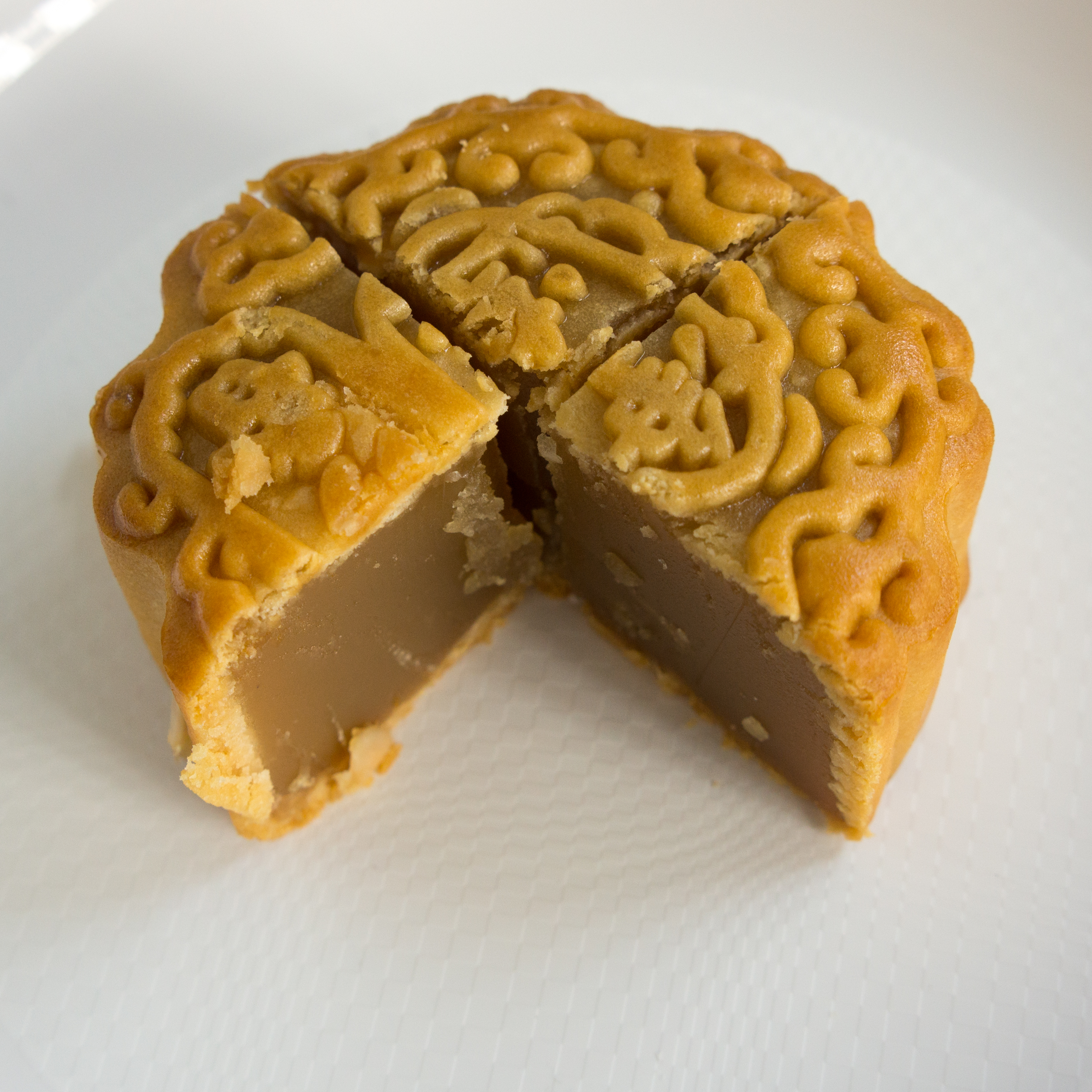
蓮蓉月餅

蓮蓉月餅是月餅的一種，是最常見的傳統月餅。餡除了蓮茸之外，通常都會加鹹蛋黃，最流行的是雙黃，就是「雙黃蓮蓉月餅」。主要材料為五仁蓮茸又分兩種，傳統係黃蓮茸，蓮子無去衣，用黃糖做；近年興起白蓮茸，蓮子有去衣，用白糖做，色水比黃蓮茸淺，蓮子味比较香。由於蓮蓉月餅通常含有咸蛋黃，故此熱量較高。